# 2,4,6-Trichlorphenol
2,4,6-Trichlorphenol ist eine aromatische Verbindung, die sich sowohl vom Phenol als auch vom Chlorbenzol ableitet. Die Struktur besteht aus einem Benzolring mit angefügter Hydroxygruppe (–OH) und drei Chloratomen (–Cl) als Substituenten. Es gehört zur Stoffgruppe der Trichlorphenole.

## Eigenschaften

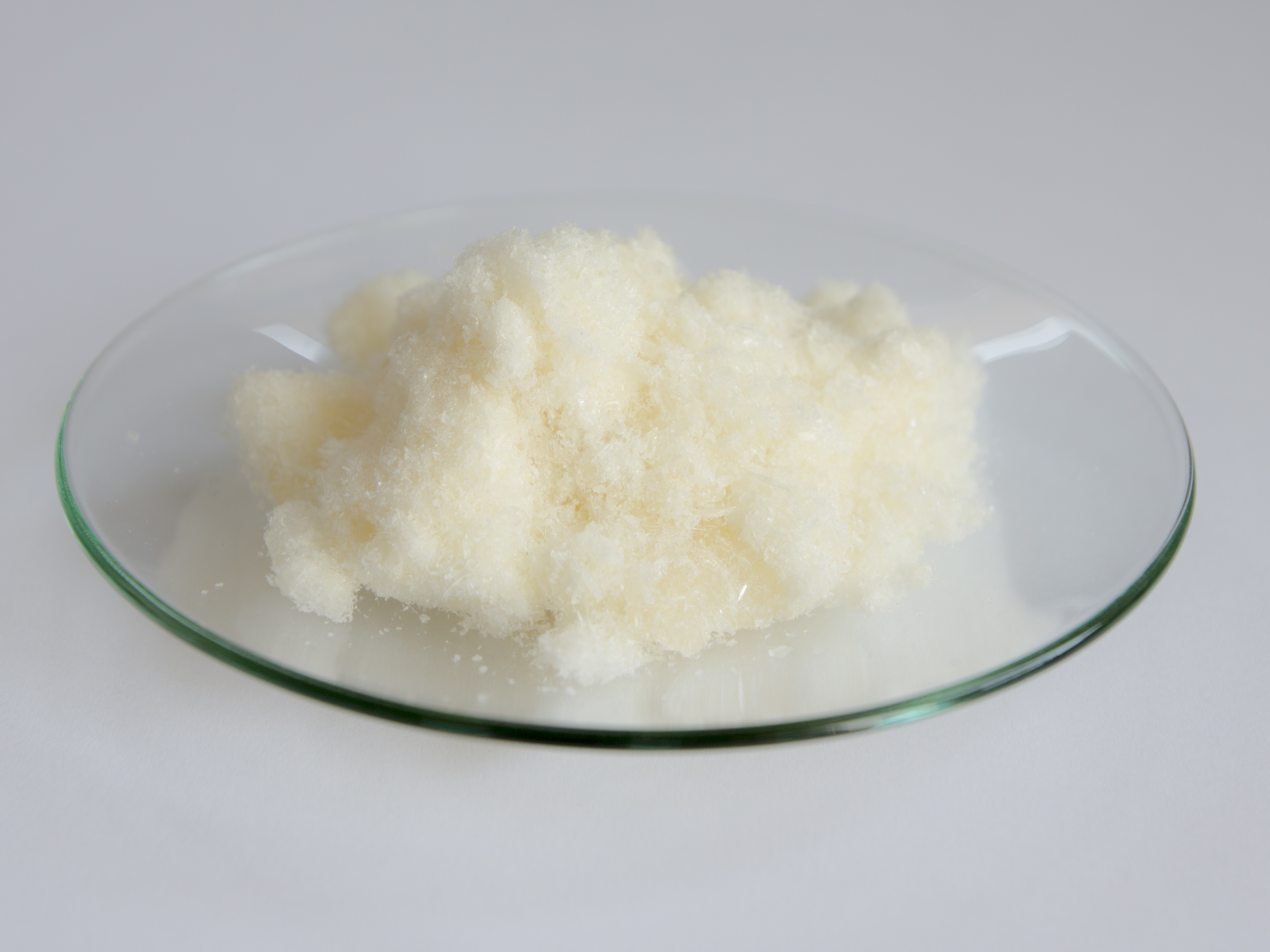
2,4,6-Trichlorphenol

2,4,6-Trichlorphenol bildet farblose bis weiße Kristallnadeln mit phenolartigem Geruch, ist in kaltem Wasser kaum, in heißem jedoch gut löslich. Dem pKs-Wert von 6,23 nach ist 2,4,6-Trichlorphenol saurer als Phenol (pKs-Wert 9,99). Die Chlorsubstituenten begünstigen die Protolyse.

## Vorkommen
2,4,6-Trichlorphenol ist ein Zwischenprodukt beim biologischen Abbau von pentachlorphenolhaltigen Fungiziden. Mikroorganismen setzen es zu 2,4,6-Trichloranisol um, das in Wein zum Kork-Geschmack führt.

## Herstellung
2,4,6-Trichlorphenol wird industriell durch die dreifache Chlorierung von einer Phenol-Schmelze hergestellt.

## Sicherheitshinweise
Der Stoff reizt Augen, Atemwege, Haut und Schleimhäute und kann zu Störungen des Zentralnervensystems führen. Viele Chlorphenole werden gut über die Haut resorbiert, was speziell bei 2,4,6-Trichlorphenol in Versuchen mit Tieren und in vitro-Studien mit menschlicher Haut verifiziert wurde. Beim Erhitzen kann sich die Substanz explosiv zersetzen oder in hochgiftige Chlorverbindungen wie polychlorierte Dibenzodioxine und Dibenzofurane umwandeln.